# Стокгольм-Вестерос (аэропорт)
Аэропорт Стокгольм-Вестерос (швед. Stockholm-Västerås Airport), также известный как Аэропорт Вестерос (швед. Västerås Airport) или Аэропорт Хесслё (швед. Hässlö Flygplats) (ИАТА: VST, ИКАО: ESOW) расположен в шведском городе Вестерос  в 110 км к западу от Стокгольма. Несмотря на то, что расположен довольно далеко от Стокгольма, носит название Стокгольм-Вестерос.

## Авиакомпании и направления
- Ryanair (Лондон-Станстед)
- Wizz Air (Познань)

### Чартерные авиакомпании
- Atlasjet
- Novair